# Cadeira gamer

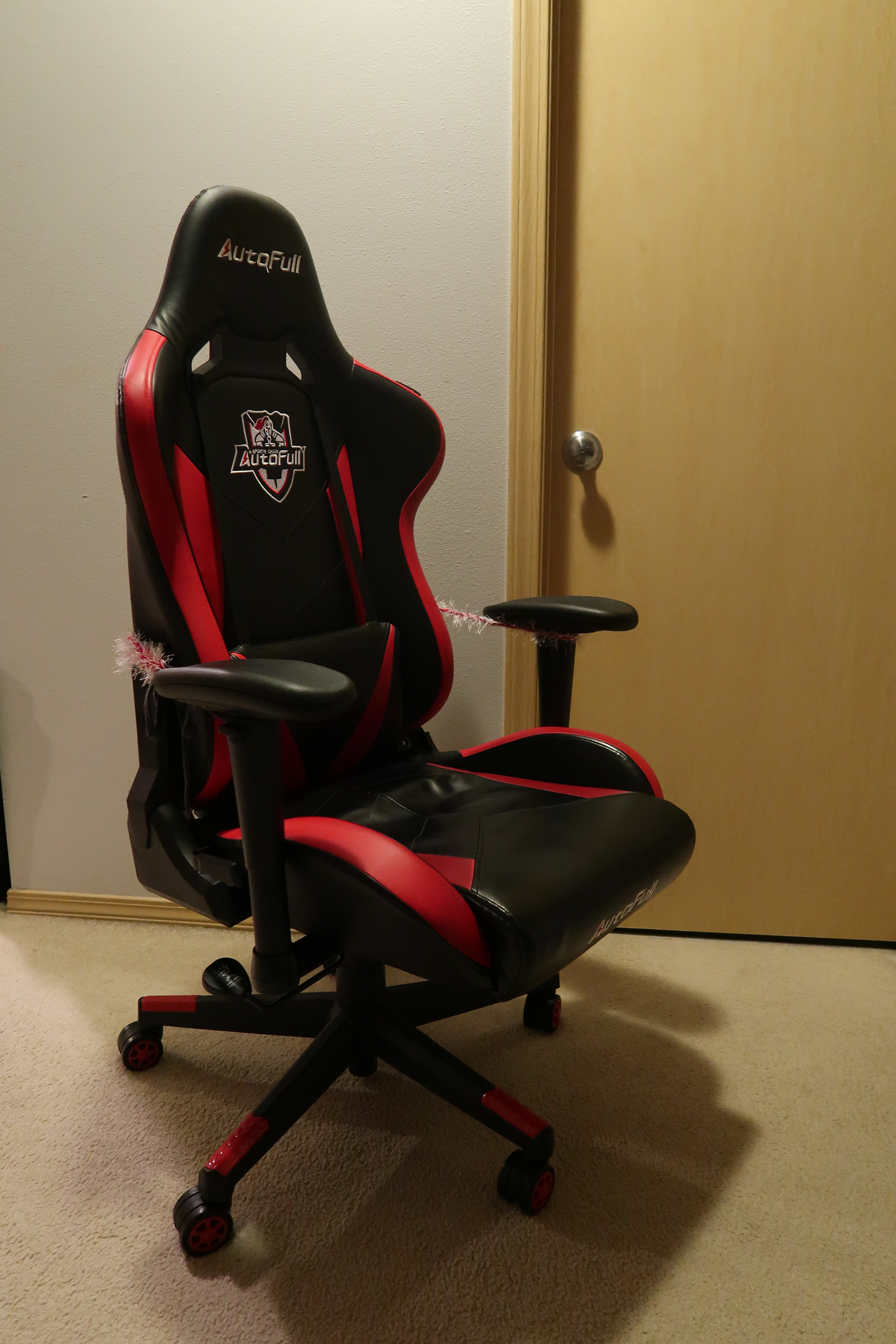
Cadeira de jogo para PC preta e vermelha

Cadeira gamer é um tipo de cadeira comercializada para gamers. Elas diferem da maioria das cadeiras de escritório por terem encostos altos projetados para suportar a parte superior das costas, ombros e cabeça, além de terem também um design mais requintado, com cores diferentes. Também são mais personalizáveis: os apoios de braço, encosto, suporte lombar e apoio de cabeça podem ser ajustados para conforto e eficiência No entanto, há críticas às cadeiras gamers. Elas tendem, por exemplo, a ser projetadas e comercializadas principalmente pela estética, em detrimento de uma ergonomia, que pode ser pior do que as cadeiras de escritório modernas.

## História
As primeiras cadeiras ergonômicas para jogos foram produzidas pela DXRacer por volta de 2006, uma empresa originalmente conhecida por produzir assentos de alta qualidade para carros de luxo. No entanto, a organização começou a enfrentar dificuldades quando a Chrysler descontinuou várias linhas de carros, levando a DXRacer a reutilizar seu estoque de assentos tipo concha em cadeiras independentes, comercializadas para gamers. Em 2008, mais empresas começaram a produzir cadeiras para jogos.
O mercado de cadeiras gamers cresceu rapidamente em 2011 com o advento da plataforma de transmissão ao vivo Twitch e a popularização dos eSports. Dentro da comunidade do Twitch, tornou-se conhecimento comum que possuir uma cadeira gamer identificava os streamers como gamers legítimos e respeitáveis.

## Tipos

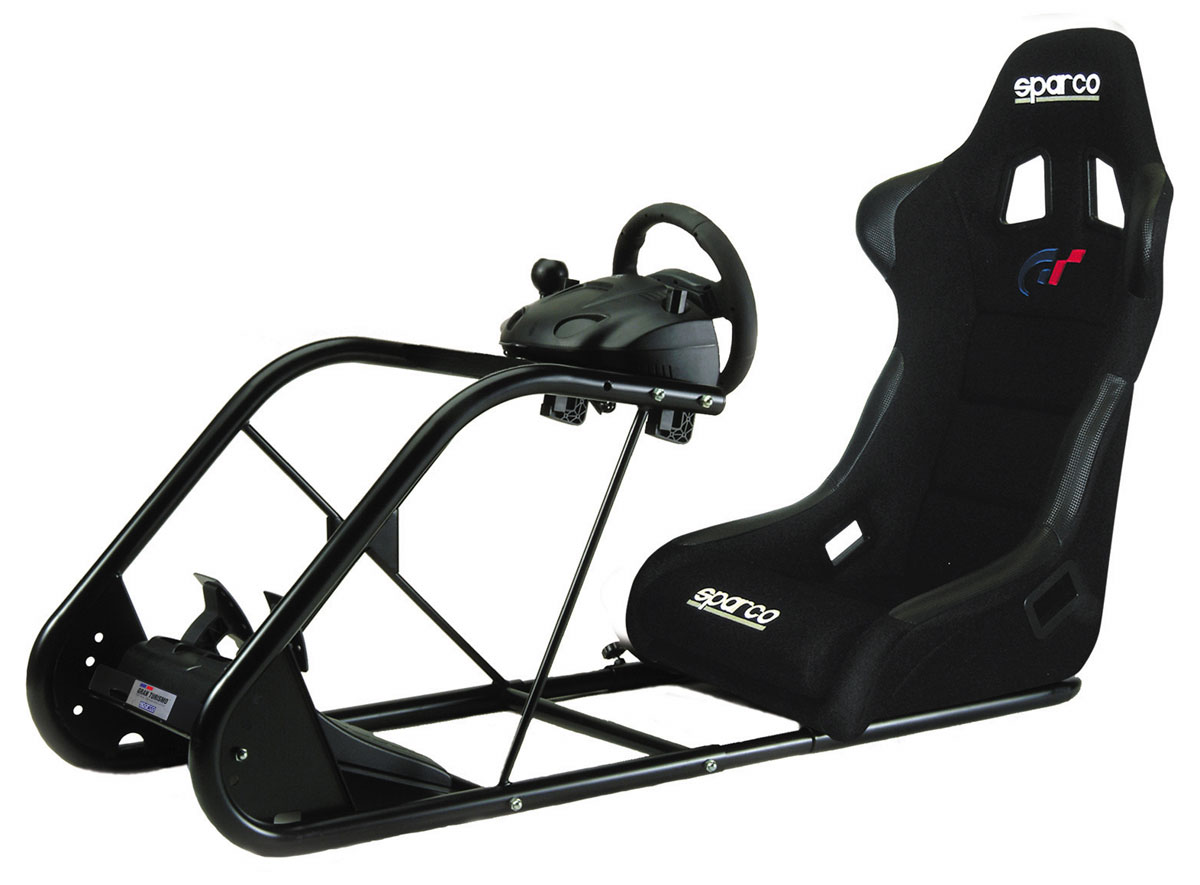
Uma cadeira cockpit de simulador com um volante e pedais

Existem três tipos principais de cadeiras gamers. Estes incluem cadeiras para PC, plataformas e híbridas.
Cadeiras para PCCadeiras para jogos de PC são as mais populares e conhecidas. Elas se assemelham a cadeiras de escritório, mas incluem um apoio de cabeça, suporte lombar (geralmente na forma de uma almofada), bem como apoios de braço ajustáveis.
Cadeiras de plataformaGamers de console muitas vezes escolhem cadeiras de plataforma por causa de seu conforto e design, que são adequados para jogar em frente à TV. Isso ocorre porque elas são projetadas para ficarem no chão e são eficientes para jogos de televisão, onde o monitor ou televisão fique mais alto em relação ao chão, assim trazendo conforto maior ao jogador. Essas cadeiras normalmente se assemelham a poltronas reclináveis.
Cadeiras híbridasAs cadeiras híbridas combinam elementos das cadeiras para PC e das cadeiras de plataforma. Geralmente, são montadas sobre uma base giratória, proporcionando mobilidade similar à das cadeiras de escritório, enquanto preservam a estética e o design típicos das cadeiras de plataforma.